# Orden de la Bandera Nacional
La Orden de la Bandera Nacional (en coreano: 국기 훈장) es una condecoración de Corea del Norte.
Fue instituida el 12 de octubre de 1948, siendo la condecoración más antigua del país. Se entrega en tres clases.
Además de otorgarse por méritos distinguidos a la nación, también es adjudicada (en primera clase) a los condecorados como Héroes de la República o Héroes del Trabajo. Funcionarios del Partido del Trabajo reciben la Orden de la Bandera Nacional a los quince años de servicio en tercera clase, a los veinte en segunda clase y a los veinticinco en primera clase.
Quienes reciben esta condecoración en primera clase tienen derecho a viajar gratis en el transporte público.